# Nine Hours to Rama (muziek)
Malcolm Arnold componeerde de muziek bij de film Nine Hours to Rama van Mark Robson. De muziek werd gecomponeerd in 1962-1963. De muziek diende ter ondersteuning van de beelden. Opvallend is het gebruik van plaatselijke Indiase muziekinstrumenten in combinatie met de klanken van een westers orkest. Indiase percussieinstrumenten en de sitar zijn duidelijk te horen.
De volgende scènes werden begeleid door de muziek:
1. Aankomst trein in Delhi – astroloog voorspelt moord
2. Das (politieman) waarschuwt Mahatma Gandhi
3. Nathuram Godse’s vader sterft
4. Nathurama en Prahled – Nathurama ontmoet Rani
5. Trouwdans
6. Ranis thema
7. Nathurama verteld Rani van zijn eed
8. Indiaas concert
9. Malabar Hill (Ranis thema) – Zwitsers hotel
10. Rouwende Gandhi
11. De brand
12. Indiaas concert (slagwerk).

## Discografie
Historische uitgave Dutton Vocalion: Malcolm Arnold dirigeert zelf een onbekend orkest